# Димитр Зограф
Димитр Зограф (болг. Димитър Зограф, настоящее имя Димитр Христов Димитров, болг. Димитър Христов Димитров; 1796, Самоков, Османская империя (ныне Болгария) — 9 октября 1860, там же) — крупнейший болгарский художник-иконописец XIX века, представитель Болгарского национального возрождения. Знаменит своими иконами и фресками.

## Биография
Старший сын Христо Димитрова, основателя Самоковского училища живописи. Изучал ремесло в мастерской отца. После смерти отца в 1819 году, Димитр уже был состоявшимся мастером иконописи и сразу же взял на себя руководство иконописной мастерской, и его отношения с монастырями, их архитекторами и строителями. Его прозвище Зограф (ζωγράφος) в переводе с греческого означает художник.
Младший брат Димитра — Захарий Зограф — был его учеником и получил первые уроки иконописи в мастерской своего старшего брата, заменившего ему отца с 1819, и работал под его руководством до 1830/1831. По архивным данным взаимоотношения между братьями распределялись в следующем порядке: Димитр получал четыре части от заработанного, Захарий — три. Тем не менее, младший брат — Захарий Зограф ныне более известен как художник-иконописец, несмотря на то, что согласно оценкам болгарских специалистов работы Димитра Зографа отличает более высокий класс работ, чем у его младшего брата.
Как правило (за редким исключением) Димитр Зограф не подписывал свои иконы и фрески. Критик Асен Васильев описывая природу Димитра Зографа, писал: «Он был очень скромным и замкнутым человеком, не желавшим славы, даже не считал нужным подписывать свои иконы, а его брат Захарий Зограф, почти везде, оставлял подписи на своих работах. Поэтому многие из работ Д. Зографа остаются совершенно неизвестными».
У него было семеро детей: Зафир (1823), Никола (1828), Атанас (1831), Захарий (1834), Иван (1840), Домна (1843) и Павел (1847).
Зафир Христов закончил Петербургскую Императорскую Академию художеств и взял себе имя Станислав Доспевский. Никола, Иван и Захария также стали художниками.

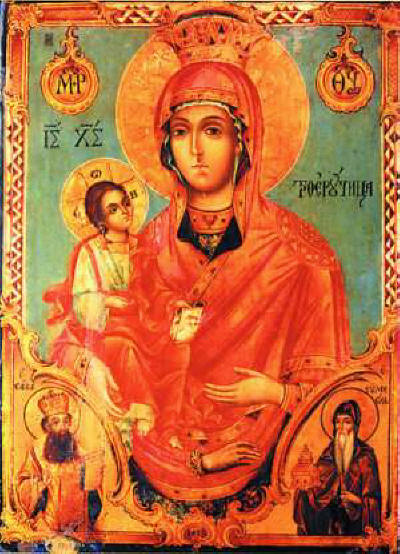
Богоматерь Троеручница

## Работы
На протяжении всей своей жизни Димитр Зограф занимался созданием православных икон и фресок. Его работы находятся в сотнях церквей на территории сегодняшней Республики Македония и Болгарии: в Самокове, монастыре Берковица в Карлуково, Троянском монастыре, Скопье, Пловдиве, Плевене, Велесе, Штипе, Кратово, Локорско, Новосельцах, Рильском монастыре, Паланка, Враца и так далее.
Предполагается (судя по стилю), что некоторые из икон в церкви Святого Афанасия в Оризари были написаны Димитром Зографом. Предполагается также, что ему принадлежат три недатированные иконы в построенной в 1917 году церкви Святого Георгия в Кочани.